# Eeva Joenpelto
Eeva Elisabeth Joenpelto (née le 17 juin 1921 à Sammatti en Finlande - morte le 28 janvier 2004 à Lohja en Finlande) est une écrivaine finlandaise.
Elle est particulièrement connue pour sa série Lohja écrite dans les années 1970. Elle était appréciée pour ses descriptions imagées de femmes à fort tempérament. Sa valeur principale dans son travail et dans sa vie était la respectabilité.[réf. nécessaire]

### Romans
- Seitsemän päivää[1], 1946
- Tulee sittenkin päivä[2]... 1950
- Kaakerholman kaupunki, WSOY, 1950
- Veljen varjo, WSOY, 1951
- Johannes vain, WSOY, 1952
- Kivi palaa, WSOY, 1953
- Neito kulkee vetten päällä, WSOY, 1955
- Missä lintuset laulaa, WSOY, 1957
- Ralli, WSOY, 1959
- Syyskesä, WSOY, 1960
- Kipinöivät vuodet, WSOY, 1961
- Naisten kesken, WSOY, 1962
- Viisaat istuvat varjossa, WSOY, 1964
- Ritari metsien pimennosta, WSOY, 1966
- Halusit tai et, WSOY, 1969
- Vesissä toinen silmä, WSOY, 1971
- Vetää kaikista ovista, 1974 (Série Lohja T1)
- Kuin kekäle kädessä, 1976 (Série Lohja T2)
- Sataa suolaista vettä, 1978 (Série Lohja T3)
- Eteisiin ja kynnyksille, 1980 (Série Lohja T4)
- Elämän rouva, rouva Glad, WSOY, 1982
- Rikas ja kunniallinen, WSOY, 1984
- Jottei varjos haalistu, WSOY, 1986
- Ei ryppyä, ei tahraa, WSOY, 1989
- Avoin, hellä ja katumaton, WSOY, 1991
- Tuomari Müller, hieno mies, WSOY, 1994
- Uskomattomia uhrauksia, WSOY, 2000

## Prix littéraires

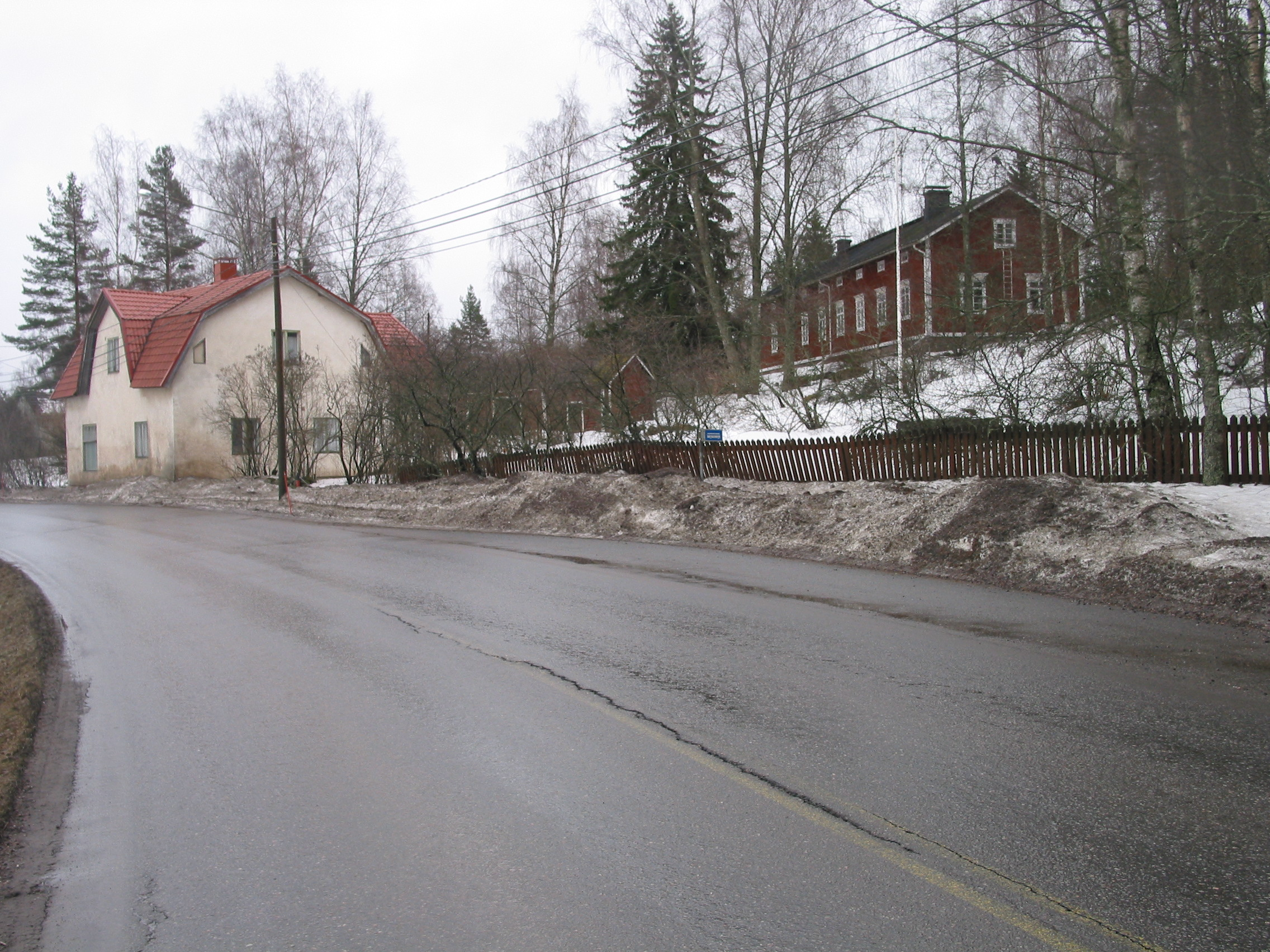
Maison d’Eeva Joenpelto et ancienne boutique à Myllykylä, Lohja.

- Prix national de littérature ,  1952, 1956, 1962, 1970, 1975 et 1983
- Prix Kalevi-Jäntti, 1952
- Prix Aleksis-Kivi, 1967
- Prix Finlandia, 1989, 1994, 1994

## Distinctions
- Doctorat honoris causa de l’université d'Helsinki en 1982
- Médaille Pro Finlandia (1967)